# Daniel W. Bursch
Daniel Wheeler „Dan“ Bursch (* 25. Juli 1957 in Bristol, Pennsylvania) ist ein ehemaliger US-amerikanischer Astronaut.
Bursch erhielt 1979 einen Bachelor in Physik von der United States Naval Academy und 1991 einen Master in Ingenieurwesen von der Naval Postgraduate School. Von 1979 bis 1989 diente er bei der US-Marine, wo er als Pilot ausgebildet wurde. Seine Flugerfahrung erstreckt sich auf über 3400 Flugstunden mit mehr als 35 verschiedenen Flugzeugen.

## Astronautentätigkeit
Nach seiner Auswahl durch die NASA im Januar 1990 arbeitete er unter anderem in der Entwicklung für das Space Shuttle und die Internationale Raumstation sowie als CAPCOM im Lyndon B. Johnson Space Center.

### STS-51
Am 12. September 1993 startete er mit der Discovery im Rahmen der Mission STS-51 zu seinem ersten Flug ins All. Er setzte dabei den Advanced Communications Technology Satellite (ACTS) und den Shuttle Pallet Satellite (ORFEUS-SPAS) aus. Letzterer hatte amerikanische und deutsche wissenschaftliche Experimente einschließlich eines Ultraviolett-Spektrometers an Bord. In einem siebenstündigen Außenbordeinsatz erprobten seine Kollegen James H. Newman und Carl E. Walz Werkzeuge und Methoden zur Reparatur des Hubble-Weltraumteleskops. Nachdem ORFEUS-SPAS sechs Tage frei geflogen war und sich dabei ca. 65 km von der Discovery entfernt hatte, wurde er von Bursch schließlich mit Hilfe des Roboterarms des Space Shuttle wieder eingefangen. Nach 158 Erdumrundungen landete die Discovery als erstes Shuttle in der Nacht am Kennedy Space Center.

### STS-68
Für die Mission STS-68 flog er mit der Raumfähre Endeavour am 30. September 1994 in den Weltraum. Es war der zweite Flug des Space Radar Laboratory. Die zwei Hauptinstrumente an Bord waren das SIR-C/X-SAR (Shuttle Imaging Radar-C/X-Band Synthetic Aperture Radar) und MAPS (Measurement of Air Pollution from Satellites). Am 11. Oktober landete die Raumfähre auf der Edwards Air Force Base in Kalifornien.

### STS-77
Die STS-77-Mission startete mit dem Space Shuttle Endeavour am 19. Mai 1996 und war die fünfte Mission des kommerziellen Spacehab-Moduls. Darin wurden ein Dutzend Experimente aus den Sparten Biologie, Elektrotechnik und Landwirtschaft durchgeführt. Weiterhin wurde die Plattform SPARTAN ausgesetzt, die ihrerseits das sogenannte Inflatable Antenna Experiment (IAE) trug. Das 14 Millionen Dollar teure IAE war eine aluminiumbeschichtete Kunststoffhülle, die durch Stickstoffgas in ihre eigentliche Form – eine Antennenschüssel – gebracht wurde. Das zehntägige Unternehmen war der erste Flug, der vom Start bis zur Landung vom neuen Kontrollzentrum in Houston (Consolidated Control Center, CCC) geleitet wurde.

### ISS-Expedition 4
Zuletzt startete Bursch am 5. Dezember 2001 als Bordingenieur der vierten Langzeitbesatzung mit der Raumfähre Endeavour (STS-108) zur Internationalen Raumstation (ISS). Weitere Mitglieder der vierten ISS-Crew waren Juri Onufrijenko und Carl E. Walz. Am 25. Januar 2002 unternahm Bursch zusammen mit Onufrijenko einen Außenbordeinsatz und brachte dabei sechs Deflektor-Abschirmungen für die Steuerdüsen des Swesda-Modules an. Hierbei wurden auch eine weitere Amateurfunk-Antenne und vier wissenschaftliche Experimente installiert sowie ein Gerät zum Messen von Material aus den Düsen ersetzt. Dieser Außenbordeinsatz dauerte fünf Stunden und 59 Minuten. Nur wenig kürzer mit 5 Stunden und 49 Minuten war der nächste Außenbordeinsatz, den Bursch zusammen mit Walz am 20. Februar 2002 unternahm. Dabei wurde die Quest-Luftschleuse getestet und für künftige Ausstiege vorbereitet. Ein weiterer Höhepunkt der ISS-Expedition 4 war der Besuch der Raumfähre Atlantis im April 2002. Bei dieser Mission (STS-110) wurde das Gitterelement S0 zur ISS gebracht und installiert. Nach einer Flugzeit von 195 Tagen, 19 Stunden und 39 Minuten kehrte Bursch an Bord des Space-Shuttles Endeavour mit der Mission STS-111 am 19. Juni 2002 zur Erde zurück. Bursch und Walz hielten damit bis 2007 den Rekord für den längsten einzelnen US-Raumflug.

## Privates
Bursch und seine Frau Roni haben vier Kinder.